# Cryptoporticus (Róma)
Az ókori Rómában született az a részben föld alatt vezető folyosórendszer, melyet Cryptoporticusnak neveznek. 
A folyosó Nero császár ötlete alapján jött létre, kinek terve az volt, hogy így össze tudja köttetni a Domus Aureát és a Palatinuson álló palotáit. 
Később a rendszer kapott egy leágazást, mikor Domitianus császár kiegészíttette az ő palotái felé is. 
Az építményt dongaboltozat borítja, melyet stukkódíszekkel ékesítettek, a ma látható díszítés azonban csupán másolat. Az eredeti stukkók a Palatinus múzeumában tekinthetők meg. 